# Márton Andrási
Márton Andrási, menționat în unele surse ca Martin Andrási, (n. 4 iunie 1912, Malin, Austro-Ungaria – d. 23 ianuarie 1975, Cluj-Napoca, România) a fost un actor român de etnie maghiară. A făcut parte în perioada interbelică din trupele mai multor teatre provinciale din Ungaria, iar după cel de-al Doilea Război Mondial a fost actor la Teatrul Secuiesc din Târgu Mureș (1946-1957) și apoi la Teatrul Maghiar de Stat din Cluj (1957-1975). A fost distins cu titlul de artist emerit al Republicii Populare Române (1957).

## Biografie
S-a născut la 4 iunie 1912 în satul Malin din comuna Nușeni (atunci în comitatul Solnoc-Dăbâca al Austro-Ungariei, azi în județul Bistrița-Năsăud al României). A studiat la Școala de actorie a lui Szidi Rákosi, avându-l ca profesor pe Márton Rátkai. A debutat ca actor în 1933 pe scena Teatrului Regal din Budapesta (Király Színház), iar mai târziu a făcut parte din trupele mai multor teatre provinciale și a jucat în diverse spectacole ca dansator și comedian. În anul 1941 a devenit actor în trupa Teatrului Național din Cluj și a jucat atât în spectacole de operetă, cât și în spectacole teatrale.
A venit de la Budapesta la Târgu Mureș în 1945, la chemarea regizorului Miklós Tompa, și a fost unul dintre fondatorii Teatrului Secuiesc din Târgu Mureș, unde a jucat mai mult de un deceniu și a devenit un membru principal al trupei și unul dintre cei mai apreciați actori maghiari din Transilvania. În 1957 s-a transferat ca actor la Teatrul Maghiar de Stat din Cluj, dar a jucat de multe ori și în spectacolele de operetă ale Operei Maghiare.
A murit în 23 ianuarie 1975 la Cluj.

## Activitatea artistică

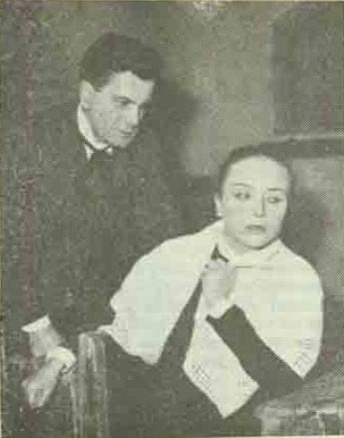
Márton Andrási (Învățătorul) și Irma Erdős (Flora Toth) în Învățătoarea de Sándor Bródy (1958)

Márton Andrási a interpretat numeroase roluri principale din dramaturgia maghiară și universală precum Pierre Lenoir (Péter Fekete) din Ghinionistul (Pierre Lenoir) de Mihály Eisemann, Balga din Csongor și Tünde de Mihály Vörösmarty, Józsa din Făclia de Gyula Illyés, Topaze din Topaze de Marcel Pagnol⁠(d), Willy Loman din Moartea unui comis voiajor de Arthur Miller, Svejk din Soldatul Svejk de Jaroslav Hašek - E. F. Burian, Peacock din Opera de trei parale de Bertolt Brecht - Kurt Weill⁠(d) și lacheul Firs din Livada de vișini de Anton Cehov.
În principal, el a dat viață în rolurile sale unor oameni prăbușiți sufletește care trec printr-o experiență profundă, insuflând profunzimi tragice unor roluri comice și amestecând adesea umorul și ironia cu bunul simț în tragicomedii și comedii muzicale. Interpretarea de către Márton Andrási a rolului învățătorului (în spectacolul pus în scenă de regizorul Miklós Tompa) a fost evidențiată de criticul de teatru Valentin Silvestru prin „intensitatea trăirii”, precum și de János Görbe, unul dintre cei mai populari actori unguri ai acelor vremuri, care, după ce a asistat la un turneu cu această piesă în Ungaria, a mărturisit că rolul făcut de Andrási a fost „conceput mai bine decât în spectacolul respectiv din Budapesta, pentru că are o nuanță pozitivă mai accentuată și o timiditate sinceră”.
A fost distins de două ori cu Premiul de Stat al Republicii Populare Române (prima oară în 1955) și a primit titlul de artist emerit în ianuarie 1957, prin decret al Prezidiului Marii Adunări Naționale a R. P. Române, cu ocazia aniversării a 10 ani de la înființarea Teatrului Secuiesc de Stat din Tg. Mureș.

## Spectacole teatrale

### Actor
- Marci, a furfangos cukrászinas (1947) — protagonist
- Marci, mint Robinson (poveste, 1947) — Marci, ucenic cofetar
- Vannak még hibák (spectacol de varietăți, 1954)
- Aurel Baranga: Iarba rea — Marin Marin, soțul inginerei Ioana Marin
- Aurel Baranga: Sfântul Mitică Blajinul (Jámborlelkű Szent Flórián) — Mitică Blajinu
- Henri Berger: Potopul — Charlie, ospătar
- István Békeffy: După ploaie, pelerină — Feri Nagy
- István Békeffy: Janika — Jenõ Fenek
- Lajos Bíró: Crinul galben (Sárga liliom) — Náci
- A. Borozina – A. Davidson: Student în anul III — Grigori Ivanovici Petrov
- János Bőkay: Szakíts helyettem — Miklós Szegedi, avocat
- Bertolt Brecht – Kurt Weill⁠(d): Opera de trei parale — Peacock
- Sándor Bródy: Învățătoarea — învățătorul
- Iuri Buriakovski: Mesaj pentru supraviețuitori — Zdeněk Vencsura, lucrător
- Ion Luca Caragiale: O scrisoare pierdută — un cetățean turmentat
- Anton Cehov: Livada de vișini — Firs, lache
- Anton Cehov: Pescărușul — Semion Semionovici Medvedenko, învățător
- Gheorghe Ciprian: Omul cu mârțoaga — Varlam
- Gergely Csiky: Paraziții — Pál Timót
- Mihail Davidoglu: Cetatea de foc — Ștefan Svoboda, topitor
- Mihail Davidoglu: Minerii — Craiu
- Lucia Demetrius: Oameni de azi — Grigore, secretar la Asociație
- Lucia Demetrius: Trei generații — Ilie
- Jaques Deval: Domnișoara — Eric
- Mihály Eisemann: Egy csók és más semmi — Sándor
- Mihály Eisemann: Ghinionistul Pierre Lenoir — Pierre Lenoir (Péter Fekete)
- Mihály Eisemann: Vadvirág — Feri Szabó
- Szabolcs Fényes: Az utolsó Verebély lány — Berci Halmay
- Szabolcs Fényes: Vén diófa — Feri Zsemlye
- Géza Gárdonyi: Vinul — Matyi Baracs, fratele lui Imre
- Sándor Gergely: Viteji și eroi — Cseh, martor
- Nikolai Gogol: Revizorul — Piotr Ivanovici Dobcinski, proprietar de pământuri
- Carlo Goldoni: Slugă la doi stăpâni — Lombardi
- Maxim Gorki: Azilul de noapte — Bubnov
- Maxim Gorki: Egor Bulîciov și alții — admiratorul Propotei
- Maxim Gorki: Vassa Jeleznova — Guri Krotkih
- James Gow – Arnaud D'Usseau: Rădăcini adânci — Roy Maxwell, avocat
- Aleksandr Griboedov: Prea multă minte strică — Repetilov
- Arkadi Grigulis: Argilă și porțelan — Rahim Azibekov, soldat
- Pál Gyöngy: Trei bărbați în zăpadă — dr. Mester Miklós
- Jaroslav Hašek – E. F. Burian: Soldatul Svejk — Svejk
- Ágoston Horváth: Varga Katalin — popă
- Sándor Huszár: Căsătoriile se leagă pe pământ — unchiul Szántó
- Jenő Huszka: Gül-Baba — Mujko, țigan muzicant
- Gyula Illyés: Făclia — Mihály Józsa
- Konstantin Isaev – Aleksandr Galici: La telefon Taimirul — apicultorul Baburin
- Viktor Jakobi: Sybill — Poir, impresar
- Pongrác Kacsóh: János Vitéz — regele Franței
- Imre Kálmán: Az obsitos — Tihamér, fiul
- Imre Kálmán: Prințesa circului — Tóni, fiul doamnei Sluk
- Imre Kálmán: Silvia — Boni
- László Kiss – Dezső Kováts: Furtună în munți — angajatul Kujak
- György Kopányi: Mennyetjárt ifiúr — Potyka
- Károly Kós: Budai Nagy Antal — boierul Tamás Bese
- György Kovács – Eugen Mirea: Ultimul tren — Barabás
- Dezső Kováts: Egyiptomi legenda — Karcsi, asistent profesor
- Paul Laurent: Studenți îndrăgostiți — Michel, elev
- Boris Lavreniov: Ruptura — matelotul III
- Boris Lavreniov: Vocea Americii — MacDonald
- Miklós László: Parfumeria — Árpád, curier
- Franz Lehár: Mazurca albastră — János Nepomuki
- Dezső Losonczy: Egyetlen éjszakára — Kurt
- Niccolò Machiavelli: Mătrăguna — Siro / Niccia
- György Méhes: 33 de scrisori anonime — tovarășul Ics
- Kálmán Mikszáth: Căsătorie ciudată — Vidonka
- Arthur Miller: Moartea unui comis voiajor — Willy Loman
- Molière: Avarul — servitorul La Flèche
- Ferenc Molnár: Liliom
- Zsigmond Móricz: Chef boieresc — Lekenczey
- Zsigmond Móricz: Notarul Sári — Varnyu, sărac
- Branislav Nušić: Doamna ministru — unchiul Vasza
- Marcel Pagnol⁠(d): Topaze — Topaze
- Evgheni Petrovici (Petrov): Insula păcii — Makhukina, regele unui trib
- Leonid Rahmanov: Bătrânețe zbuciumată — Kuprianov, matelot
- Imre Sarkadi: Septembrie — Bátori
- Mihail Sebastian: Steaua fără nume — compozitor
- Mihail Sebastian: Ultima oră — Agopian
- Aleksandr Skvarkin: Tinerețe — Senocika Perciatki, tehnician dentar
- András Sütő: Nuntă la castel — Péter Golovics
- Lajos Szabó: Refugiul — Ödön Vámos Sr.
- Albert Szirmai: Magnatul Miska — Miska
- Albert Szirmai – Tamás Ernőd: Turta dulce — Buhu, bufonul curții
- Ernő Urbán: Tűzkeresztség — János Fuvaros-Szél, țăran
- Gábor Vaszary: Bubus — Pál
- Gábor Vaszary: Mondj igazat — Tivadar
- Vsevolod Vișnevski: Tragedia optimistă — Alexei
- Tiberiu Vornic – Ioana Postelnicu: Împărăția lui Machidon — Iordan
- Mihály Vörösmarty: Csongor și Tünde — plugarul Balga, mai târziu sluga lui Csongor

### Regizor
- István Békeffy: După ploaie, pelerină
- Paul Laurent: Studenți îndrăgostiți
- Albert Szirmai – Tamás Ernőd: Turta dulce
- Gábor Vaszary: Bubus

## Filmografie
- A színház szerelmese (1944)
- O mică întîmplare! (1957) — morarul Mihály Kádi, consăteanul lui Lakatos
- Castelanii (1967)
- Plusz-mínusz egy nap (1973) — hangiul Bócz
- Tüzoltó utca 25. (1973) — Goll

## Distincții
- Ordinul Muncii clasa a III-a (28 ianuarie 1954) „cu ocazia împlinirii a cinci ani de activitate a Teatrului de Stat din Arad, Teatrului de Stat din Brăila, Teatrului Maghiar de Stat din Cluj, Teatrului Evreesc de Stat din București, Teatrului Maghiar de Stat din Oradea, Teatrului de Stat din Ploești, Teatrului de Stat din Pitești, Teatrului de Stat din Reșița, Teatrului de Stat din Sibiu, Teatrului Maghiar de Stat din Sf. Gheorghe, Teatrului de Stat din Orașul Stalin, Teatrului Secuesc de Stat din Târgu Mureș, Teatrului Evreesc de Stat din Iași, Teatrului de Stat din Timișoara și pentru merite în activitatea artistică”[12]
- titlul de Artist Emerit al Republicii Populare Romîne (12 ianuarie 1957) „cu ocazia aniversării a 10 ani de la înființarea Teatrului Secuiesc de Stat din Tîrgu Mureș și pentru merite deosebite în activitatea artistică”[13]
- Ordinul Meritul Cultural clasa a II-a (6 noiembrie 1967) „cu prilejul împlinirii a 175 ani de existență a Teatrului maghiar din Cluj, [...] pentru merite deosebite în domeniul artei dramatice”[14]